# Lydia Oulmou
Pour l’article homonyme, voir Oulmou.
Lydia Oulmou née le 2 février 1986 à Béjaïa (Algérie), est une joueuse de volley-ball algérienne. Elle mesure 1,86 m et joue centrale. Elle est la première joueuse africaine à rejoindre la campagne FIVB Heroes ,,

## Clubs
| Club                      | Pays    | De        | À         |
| ------------------------- | ------- | --------- | --------- |
| NC Béjaïa                 | Algérie | 1998-1999 | 2004-2005 |
| Istres Sports Volley-Ball | France  | 2005-2006 | 2007-2008 |
| La Rochette VB            | France  | 2008-2009 | 2008-2009 |
| Istres Ouest Provence VB  | France  | 2009-2010 | 2011-2012 |
| Hainaut Volley            | France  | 2012-2013 | 2014-2015 |
| Pays d'Aix Venelles       | France  | 2015-2016 | 2016-2017 |
| Bordeaux-Mérignac         | France  | 2017-2018 | 2018-2019 |

## Statistiques championnat 2009-2013
| Saison    | Club                      | Matchs joués | attaque | contre | aces |
| --------- | ------------------------- | ------------ | ------- | ------ | ---- |
| 2009-2010 | Istres Sports Volley-Ball | 13           | 83 pts  | 24 pts | 11   |
| 2010-2011 | Istres Sports Volley-Ball | 16           | 83 pts  | 44 pts | 22   |
| 2011-2012 | Istres Sports Volley-Ball | 18           | 101 pts | 44 pts | 19   |
| 2012-2013 | Hainaut Volley            | 17           | 122 pts | 29 pts | 22   |

## Palmarès

### Équipe nationale
- Championnat du monde des moins de 20 ans
  - 13e en 2003 ( Thaïlande)

- Jeux Olympiques [4]
  - 11e Pékin 2008 ( Chine)
  - 11e Londres 2012 ( Royaume-Uni)

- Championnat du monde
  - 21e en 2010 ( Japon)

- Coupe du monde
  - 11e en 2011 ( Japon)

- Championnat d'Afrique
  -  Vainqueur en 2009 ( Algérie)
  -  Finaliste en 2015 ( Kenya)
  -  Finaliste en 2007 ( Kenya)

- Jeux africains
  -  Vainqueur en 2011 ( Mozambique)
  -  Vainqueur en 2007 ( Algérie)

### Clubs
NC Béjaïa
- Championnat d'Algérie
  -  Vainqueur : 2004, 2005

- Coupe d'Algérie
  -  Vainqueur : 2004
  -  Finaliste : 2005

- Championnat d'Afrique des clubs champions
  -  Finaliste en 2004

Pays d'Aix Venelles
- Coupe de France
  -  Vainqueur : 2017

### Distinctions individuelles
- MVP  du Championnat d'Afrique 2009

- Meilleur bloqueur du Championnat d'Afrique 2003

- Meilleure attaquante du Championnat d'Afrique 2009

- Meilleure serveuse  du Championnat d'Afrique 2015